# Puchar Kontynentalny w kombinacji norweskiej 1995/1996
Sezon 1995/1996 Pucharu Kontynentalnego w kombinacji norweskiej rozpoczął się 3 grudnia 1995 w austriackim Ramsau, zaś ostatnie zawody z tego cyklu odbyły się 16 marca 1996 w niemieckim Baiersbronn. W kalendarzu znalazło się jedenaście zawodów, wszystkie rozegrane zostały metodą Gundersena. 
Pierwotnie cykl ten nosił nazwę Pucharu Świata B, jednak w 2008 roku zmieniono ją na Puchar Kontynentalny. Tytułu najlepszego zawodnika bronił Szwajcar Markus Wüst. W sezonie tym najlepszy okazał się Norweg Gard Myhre.

## Kalendarz i wyniki
| Lp  | Data            | Miejscowość            | Konkurencja          | 1. miejsce       | 2. miejsce          | 3. miejsce          |
| --- | --------------- | ---------------------- | -------------------- | ---------------- | ------------------- | ------------------- |
| 1.  | 3 grudnia 1995  | Ramsau                 | Gundersen K90/15 km  | Ronny Ackermann  | Samppa Lajunen      | Marek Fiurášek      |
| 2.  | 9 grudnia 1995  | Rovaniemi              | Gundersen K120/15 km | Samppa Lajunen   | Teemu Summanen      | Matthias Looß       |
| 3.  | 16 grudnia 1995 | Taivalkoski            | Gundersen K90/15 km  | Topi Sarparanta  | Teemu Summanen      | Étienne Gouy        |
| 4.  | 7 stycznia 1996 | Oberhof                | Gundersen K90/15 km  | Ago Markvardt    | Stefan Wittwer      | Enrico Heisig       |
| 5.  | 7 lutego 1996   | Hinterzarten           | Gundersen K95/15 km  | Christoph Bieler | Ago Markvardt       | Knut Borge Andersen |
| 6.  | 10 lutego 1996  | Schonach               | Gundersen K90/15 km  | Ago Markvardt    | Walerij Stoljarow   | Tōru Bandai         |
| 7.  | 14 lutego 1996  | Garmisch-Partenkirchen | Gundersen K115/15 km | Tōru Bandai      | Masaki Tomii        | Ago Markvardt       |
| 8.  | 23 lutego 1996  | Calgary                | Gundersen K114/15 km | Andrea Cecon     | Demian Carson       | Christoph Bieler    |
| 9.  | 24 lutego 1996  | Calgary                | Gundersen K114/15 km | Gard Myhre       | Niki Kullmann       | Demian Carson       |
| 10. | 10 marca 1996   | Szczyrk                | Gundersen K90/15 km  | František Máka   | Knut Borge Andersen | Christoph Bieler    |
| 11. | 16 marca 1996   | Baiersbronn            | Gundersen K85/15 km  | Gard Myhre       | František Máka      | Roland Zechner      |

## Klasyfikacje
| Lp. | Zawodnik            | Punkty |
| 1.  | Gard Myhre          | 165    |
| 2.  | Stefan Wittwer      | 142    |
| 3.  | Christoph Bieler    | 141    |
| 4.  | Enrico Heisig       | 134    |
| 4.  | Roland Braun        | 134    |
| 6.  | Knut Borge Andersen | 128    |
| 7.  | Andrea Cecon        | 120    |
| 8.  | Matthias Looß       | 108    |
| 9.  | Franci Jekovec      | 98     |
| 10. | Georg Riedelsperger | 97     |